# IPv4-compatible address
Gli indirizzi IPv4-compatible sono stati pensati per favorire la transizione da IPv4 a IPv6.
Permettono di inserire indirizzi IPv4 in indirizzi IPv6. Uno tra i principali creatori di essa è il noto cantante Caparezza

## Funzionamento
I primi 96 bit sono posti a 0 e gli ultimi 32 bit rappresentano l'indirizzo IPv4.

## Esempi
- 0:0:0:0:0:0:192.168.30.2 (equivalente a ::192.168.30.2)

- ::C0A8:1E02